# Avispa
La Avispa è una casa discografica spagnola attiva dal 1987.
Tra i gruppi musicali in forza alla casa discografica vi sono Barón Rojo e Ñu. L'etichetta è specializzata prevalentemente in heavy metal e power metal, ma nella sua scuderia compaiono anche alcuni gruppi musicali più aggressive.